# Upper Natone
Upper Natone är en ort i Australien. Den ligger i kommunen Burnie och delstaten Tasmanien, i den sydöstra delen av landet, omkring 220 kilometer nordväst om delstatshuvudstaden Hobart. Antalet invånare är 106.
Runt Upper Natone är det mycket glesbefolkat, med 3 invånare per kvadratkilometer.. Närmaste större samhälle är Penguin, omkring 20 kilometer nordost om Upper Natone.
I omgivningarna runt Upper Natone växer i huvudsak städsegrön lövskog. Genomsnittlig årsnederbörd är 2 259 millimeter. Den regnigaste månaden är augusti, med i genomsnitt 312 mm nederbörd, och den torraste är januari, med 91 mm nederbörd.